# Campanula digenea
Campanula digenea är en klockväxtart som beskrevs av Fritz von Wettstein. Campanula digenea ingår i släktet blåklockor, och familjen klockväxter. Inga underarter finns listade i Catalogue of Life.